# Notropis oxyrhynchus
Notropis oxyrhynchus är en fiskart som beskrevs av Hubbs och Bonham, 1951. Notropis oxyrhynchus ingår i släktet Notropis och familjen karpfiskar. IUCN kategoriserar arten globalt som otillräckligt studerad. Inga underarter finns listade i Catalogue of Life.